# Sønderup (Rebild Kommune)
 For alternative betydninger, se Sønderup. (Se også artikler, som begynder med Sønderup)
Sønderup er en landsby i det centrale Himmerland med 204 indbyggere i byområdet (2023), beliggende i Sønderup Sogn 10 kilometer øst for Aars, fem kilometer syd for Suldrup og tre kilometer nord for Haverslev. Byen ligger i Region Nordjylland og hører til Rebild Kommune.

## Om byen
I Sønderup er et forsamlingshus hvor byens foreninger på skift har arrangementer som bl.a. fællesspisning. Nær Sønderup ligger den delvist fredede Sønderup Å. Af andre lokale seværdigheder kan nævnes Rold Skov, Rebild Bakker, Thingbæk kalkminer og Rævemosen hvor Gundestrupkarret blev fundet.